# Coenonympha amaryllis
Coenonympha amaryllis är en fjärilsart som beskrevs av Pieter Cramer 1782. Coenonympha amaryllis ingår i släktet Coenonympha och familjen praktfjärilar. Inga underarter finns listade i Catalogue of Life.

## Bildgalleri

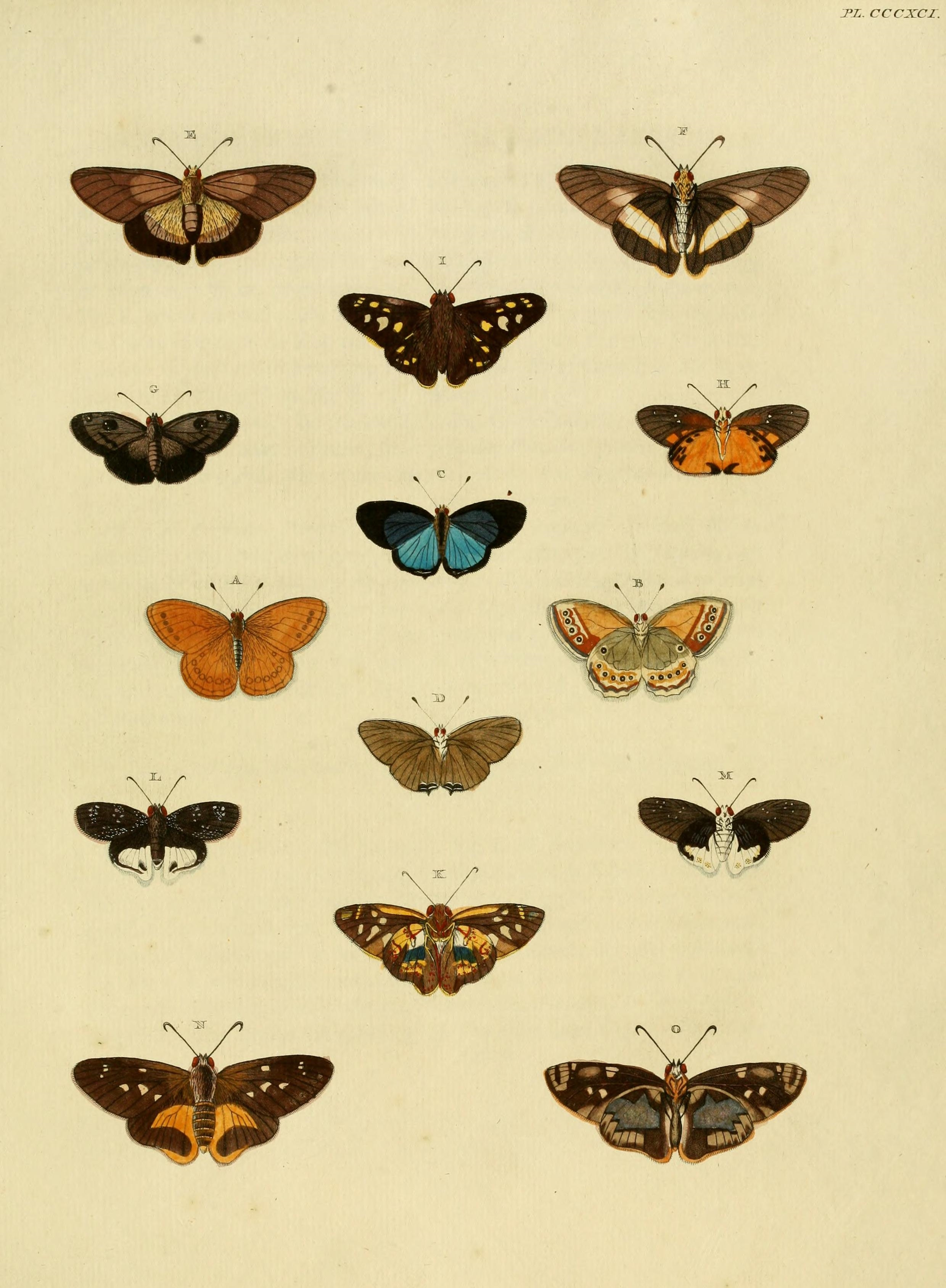